# Ladislav Bareš
Ladislav Bareš (* 11. dubna 1952, Plzeň) je český egyptolog a arabista, v letech 2006 až 2012 ředitel Českého egyptologického ústavu FF UK. Specializuje se na egyptskou archeologii a náboženství Pozdní doby, podílí se na výzkumu šachtových hrobek v Abúsíru. V roce 1998 objevil hrobku egyptského kněze Iufaa.